# Calyptrochilum aurantiacum
Calyptrochilum aurantiacum (P.J.Cribb & Laan) Stévart, M.Simo & Droissart, 2018 è una pianta della famiglia delle Orchidacee, endemica del Camerun.

## Descrizione
È una specie epifita con fusto eretto, a sviluppo monopodiale, lungo sino a 15 cm.

Le foglie sono carnose, di forma oblungo-lanceolata, disposte in due file parallele.

La caratteristica distintiva di questa specie sono i fiori di colore arancio, con labello giallo, riuniti in infiorescenze che originano dall'ascella delle foglie. Lo sperone è lungo appena 1,5–2 mm.

## Distribuzione e habitat
La presenza di questa specie, scoperta nel 1983, è documentata solo all'interno della riserva forestale del fiume Mungo, nel Camerun occidentale.

## Conservazione
C. aurantiacum è classificato dalla IUCN Red List come specie in pericolo di estinzione (Endangered).